# 基洛夫斯科耶 (克里米亞)

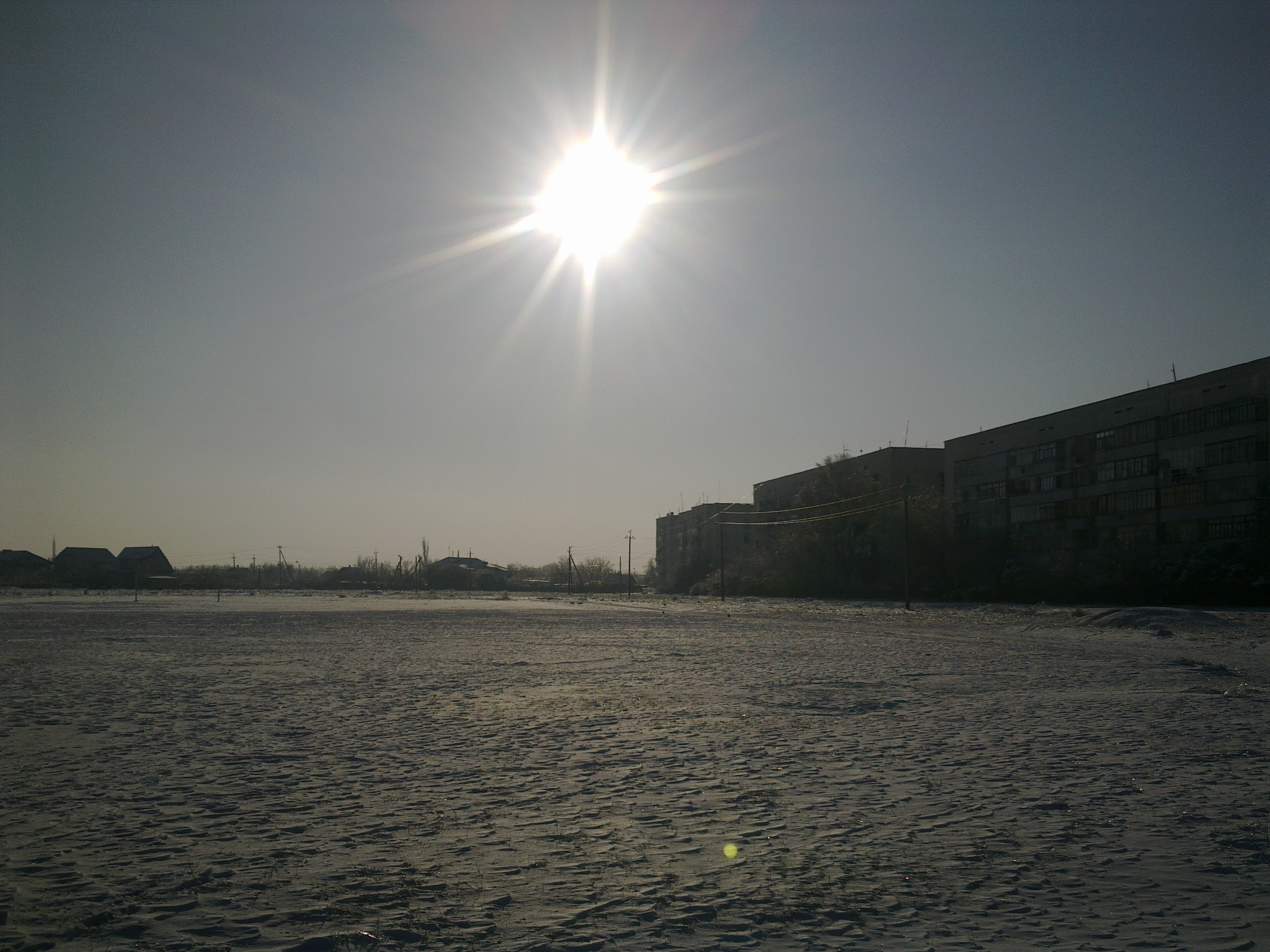
冬景

基洛夫斯科耶（俄语：Кировское），乌克兰当局称伊斯蘭泰雷克（烏克蘭語：Іслям-Терек），法理上是烏克蘭克里米亚自治共和国費奧多西亞區的市級鎮，事实上为俄罗斯克里米亞共和國基洛夫斯科耶区的行政中心。該鎮始建於1783年，面積5.99平方公里，海拔高度23米，2001年人口7,431，人口密度每平方公里1,200人。

## 歷史
自俄羅斯於2014年吞併克里米亞，該半島一直受俄烏雙方爭議。
2016年，烏克蘭進行大規模的去共化，因此這鎮也被改名。可是，由於這鎮至今仍未被烏克蘭政府控制，新名未受當地使用。